# Giovanni de Gamerra
Giovanni de Gamerra (Livorno, 26 de dezembro de 1742 – Vicenza, 29 de agosto de 1803) foi um clérigo, dramaturgo e poeta italiano, célebre por seu prolífico trabalho como libretista.

## Biografia
Nascido em Livorno, trabalhou a partir de 1771 no Teatro Regio Ducal, de Milão - um importante centro operístico da época. Entre as óperas que utilizaram seus libretos estiveram Medonte, re di Epiro, de Giuseppe Sarti, Pirro, de Giovanni Paisiello, diversos trabalhos de Antonio Salieri, e Lucio Silla, de Wolfgang Amadeus Mozart (embora este libreto em particular tenha sido modificado por Metastasio). Sua Erifile foi musicada por diversos compositores.
De Gamerra também teria sido o primeiro tradutor da Flauta Mágica (Die Zauberflöte), de Mozart, para o italiano. Seus libretos seguem a tradição grandiosa e ordenada de Metastasio, porém incorporavam elementos progressivos, como um uso maior do coro balé e de um cenário elaborado. Em 1793, auxiliado por sua reputação como protegido de Metastasio, foi indicado como libretista da corte, em Viena, e passou a combinar características sérias e cômicas em suas obras, procurando agradar o gosto vienense.
Ativo politicamente, acabou por enfurecer o imperador Leopoldo II - que tentou atrapalhar sua carreira - com suas atitudes revolucionárias. Morreu em Vicenza.